# Die Wolfshaut
Die Wolfshaut ist ein 1960 im deutschen Claassen Verlag erschienener Roman des österreichischen  Schriftstellers Hans Lebert. 

## Inhalt
Der Roman ist als Kriminalgeschichte erzählt und enthält teils surreale Szenen. Die Handlung erstreckt sich über 99 Tage, an denen es ständig regnet, im November beginnend.
Der Matrose Johann Unfreund kehrt 1952 nach Jahrzehnten in das österreichische Bergdorf Schweigen zurück, in dem er geboren und aufgewachsen ist. Er nähert sich dem Ort, seiner Umgebung und den dort lebenden Menschen nach und nach an. Mehrere Todesfälle unter unklaren und ungewöhnlichen Umständen beunruhigen das Dorf, führen zu Anschuldigungen und Diffamierungen. Man vermutet auch einen Wolf aus den Bergen. Als Unfreund nach den wirklichen Ursachen zu forschen beginnt, spürt er Angst, Schweigen und den Argwohn der Menschen. Es zeigt sich, dass die Dorfgemeinschaft in Endphaseverbrechen der Zeit des Nationalsozialismus verstrickt war, deren Aufdeckung sie fürchtet: eine Gruppe von Zwangsarbeitern war am Rande des Dorfes umgebracht worden.

## Rezeption
Der Roman stieß auf positive Kritik und brachte Lebert den Durchbruch als Autor. Er war auch als Nachdruck in der DDR (1962) erfolgreich. Schriftsteller wie Ernst Jünger und Heimito von Doderer waren von ihm begeistert. In der Folgezeit wurde Lebert 1961 mit dem Theodor-Körner-Preis ausgezeichnet, 1962 erhielt er den Österreichischen Staatspreis.
Es wurde auf inhaltliche wie stilistische Parallelen zu dem drei Jahre später erschienenen Roman Frost von Thomas Bernhard hingewiesen. Er wird den „Anti-Heimatromanen“ zugerechnet.
1991 wurde Die Wolfshaut neu herausgegeben und erfuhr wiederum viel Aufmerksamkeit. Zeitgenössische Autoren zeigten sich begeistert von dem Werk; Elfriede Jelinek bezeichnete Die Wolfshaut als „eines der größten Leseerlebnisse ihres Lebens“ und „erste[n] radikal moderne[n] Roman der österreichischen Nachkriegsliteratur“.

## Hörspielbearbeitung
Die Wolfshaut diente auch als Vorlage für das gleichnamige zweiteilige Hörspiel von Helmut Peschina (Bearbeitung) und Robert Matejka (Regie). Die Adaption entstand 2004 als Co-Produktion zwischen NDR, DLR und ORF. Die gesamte Spieldauer beträgt knapp 182 Minuten.
Es sprachen u. a.: Peter Matić (Erzähler), Michael König (Matrose), Ernst Konarek (Maletta), Rudolf Wessely (Schreckenschlager), Heribert Sasse (Habicht), Wolfgang Hübsch (Habergeier), Fritz Muliar (Schmied), Hermann Scheidleder (Schober), Götz Kauffmann (Binder) und Jaschka Lämmert (Herta Binder).
Auszeichnung: Hörspiel des Jahres in Österreich 2005